# Права секс-работниц
Защита прав секс-работниц в частности и секс-работников в целом теснейшим образом связаны с защитой прав человека, трудовых прав, а также законодательства в сфере здравоохранения, касающегося секс-работников и их клиентов. Это довольно широкая область правозащиты, которая охватывают множество целей, преследуемых во всем мире большим количеством формальных и неформальных организаций, сообществ, инициатив и индивидуальных активистов. Цели этих движений разнообразны, но, как правило, направлены на легализацию или декриминализацию секс-работы, а также на её дестигматизацию, регулирование и обеспечение справедливого отношения перед юридическими и культурными силами на местном и международном уровне для всех лиц, занятых в секс-индустрии.
Дебаты о правах секс-работников часто интерпретируются исключительно в рамках защиты женских прав, особенно теми, кто утверждает, что секс-работа построена на угнетении, и стремится криминализировать её или добиться от общества и государства запрещения секс-работы. Оппоненты такой точки зрения обращают внимание, что на самом деле в секс-работу вовлечено много мужчин и иных людей, не вписывающихся в бинарную гендерную систему.
Термин «секс-работа» относится в первую очередь к проституции, но также включает в себя исполнителей видео для взрослых, операторов секса по телефону, моделей веб-камер, танцовщиц в стриптиз-клубах и иных лиц, оказывающих сексуальные услуги. Некоторые расширяют использование этого термина, включая в него «вспомогательный персонал»: менеджеров, агентов, видеооператоров, охрану и пр.
Большинство секс-работниц и секс-работников не хотят, чтобы их называли преступниками, и рассматривают законы против проституции, порнографии и других аспектов секс-индустрии, как нарушающие их права. С момента использования красных зонтов секс-работниками в Венеции  в 2001 году в рамках 49-й Венецианской биеннале искусств красный зонт стал главным международно признанным символом прав секс-работников.